# Asaphida
Asaphida (лат.) — отряд трилобитов. Палеозойская группа: найдены в кембрийском, ордовикском и силурийском периодах. Торакс (туловищный отдел) типично состоит из 5—12 сегментов. Имеются исключения: 2—3 сегмента у некоторых представителей надсемейства Trinucleioidea, 13 и более сегментов у некоторых Anomocaroidea, и до 30 сегментов у Alsataspididae (Trinucleioidea). Головной и хвостовой отделы почти равны по размеру.

## Классификация

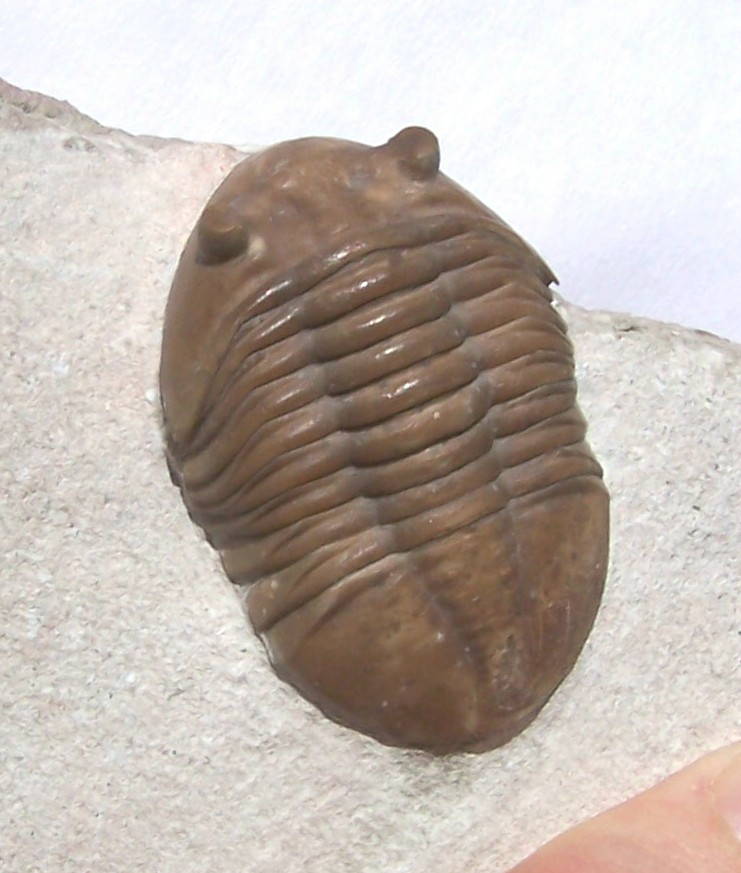
Asaphus lepidurus

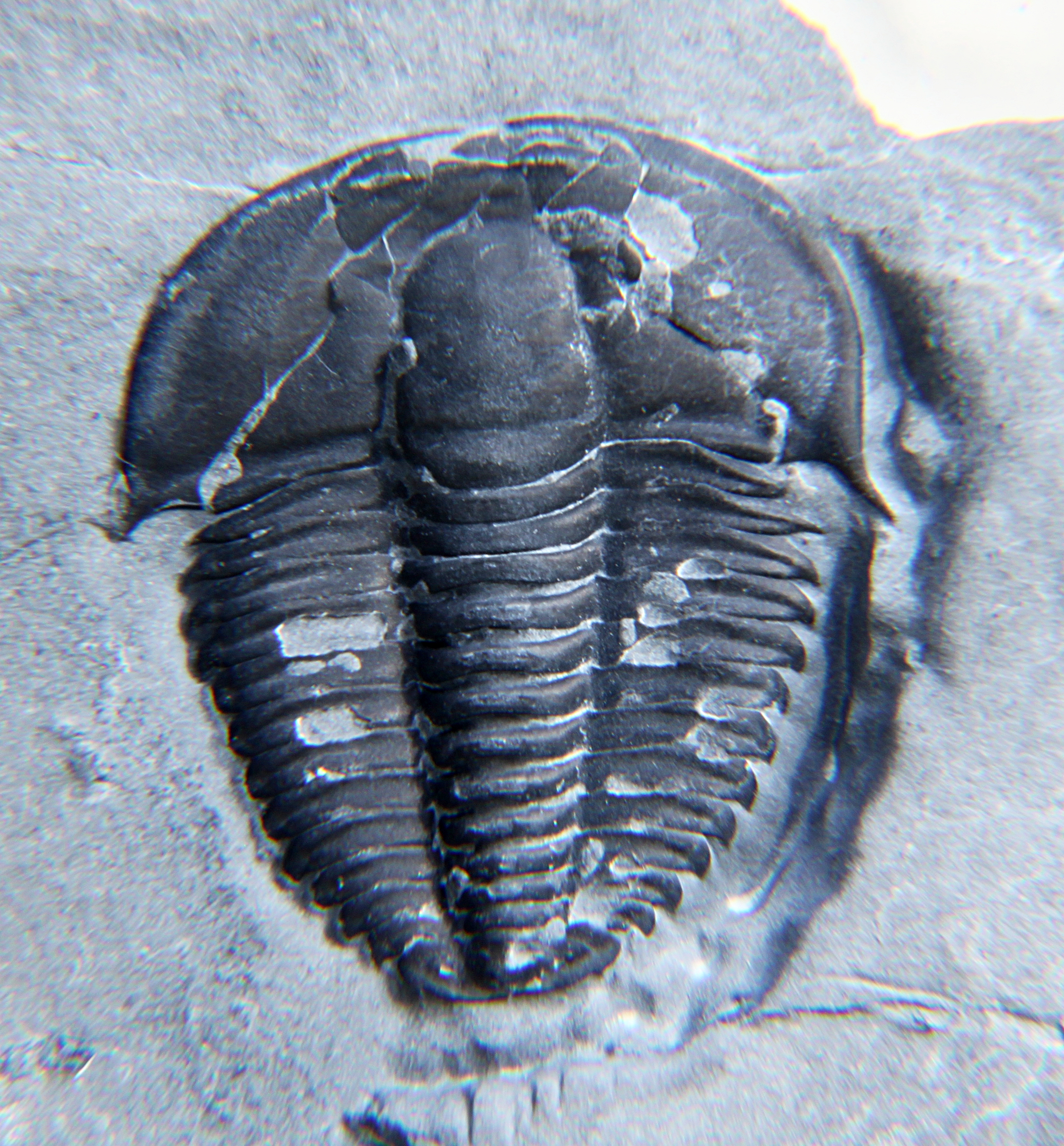
Kendallina crassitesta

Один из крупнейших и наиболее морфологически разнообразных отрядов трилобитов, включающий около 20 % всех видов этой вымершей группы членистоногих. Выделяют 6 вымерших надсемейства:
- Anomocaroidea
  - Andrarinidae
  - Anomocarellidae
  - Anomocaridae
  - Aphelaspididae
  - Parabolinoididae
  - Pterocephalidae
- Asaphoidea
  - Asaphidae
  - Ceratopygidae
- Cyclopygoidea
  - Cyclopygidae
  - Nileidae
  - Taishunghaniidae
- Dikelokephaloidea
  - Dikelocephalidae
  - Eurekiidae
  - Loganellidae
  - Ptychaspididae
  - Saukiidae
- Remopleuridoidea
  - Auritamiidae
  - Bohemillidae
  - Hungaiidae
  - Idahoiidae
  - Remopleurididae
- Trinucleioidea
  - Alsataspididae
  - Dionididae
  - Liostracinidae
  - Raphiophoridae
  - Trinucleidae

## Геохронология
Большая часть надсемейств отряда (Anomocaroidea, Asaphoidea, Cyclopygoidea, Dikelokephaloidea, Remopleuridoidea) вымерла в конце ордовикского периода. В силурийском периоде осталось только одно надсемейство Trinucleioidea, после чего отряд полностью вымер.